# Baïbokoum
Baïbokoum  è un comune del Ciad situato nel dipartimento di Monts de Lam, provincia del Logone Orientale.
È il capoluogo del dipartimento.